# Jonathan Lemalu
Jonathan Fa'afetai Lemalu (Dunedin, 1º gennaio 1976) è un basso-baritono neozelandese di discendenza samoana.

## Biografia
Nato da genitori samoani emigrati in Nuova Zelanda, fu educato a Dunedin. Il suo primo insegnante di canto fu Honor McKellar, che iniziò a insegnargli mentre frequentava la Otago Boys' High School. Ha studiato legge e musica all'Università di Otago, laureandosi in giurisprudenza nel 1999.
Lemalu ha studiato al Royal College of Music (RCM), dove ha vinto la medaglia d'oro del college nel 2002. Nello stesso anno ha vinto il prestigioso Kathleen Ferrier Award con sede a Londra (precedentemente vinto da Malvina Major nel 1966). È stato un BBC Radio 3 New Generation Artist dal 2002 al 2004. Nel 2004 è stato il vincitore del premio della Royal Philharmonic Society come giovane artista dell'anno. Alla 52ª edizione dei Grammy Awards, Lemalu è stato co-vincitore del Grammy Award per la Migliore Registrazione d'Opera per il suo lavoro in Britten: Billy Budd. Nel 2013 è stato insignito del Senior Pacific Artist Award ai Creative New Zealand Arts Pasifka Awards.
La moglie di Lemalu è il mezzosoprano croato Sandra Martinović, con la quale ha tenuto recital congiunti. Vivono a Londra con il figlio. Attualmente è professore di studi vocali presso la Guildhall School of Music and Drama.

## Premi
- 1997 Borsa di studio Dame Suor Mary Leo.
- 1998 Mobil Song Quest Nuova Zelanda.
- 1999 McDonald's Operatic Aria Contest in Australia al Teatro dell'Opera di Sydney.
- 2000 Inaugural Llangollen International Singer Competition.
- Premio Recital RCM Graziella Sciutti.
- Premio Oratorio RCM Keith Faulkner.
- 2000 Premio LASMO Staffa Singers.
- Premio Bruce Millar/Gulliver per giovani cantanti d'opera (Glasgow).
- Vincitore assoluto della Royal Over-Seas League Competition (e del Royal Over-Seas League Singers Prize, e del premio Overseas).
- Premio Richard Tauber per i cantanti (Wigmore Hall).
- Concerto FM Broadcasting Artist of the Year (NZ).
- Destinatario 2000 del RCM Queen Elizabeth The Queen Mother Rosebowl (presentato da Sua Altezza Reale il Principe Carlo) e del Premio NFMS Alfreda Hodgson.
- Queen Elizabeth la regina madre studiosa.
- Presidente Emerita Scholar, Leverhulme Trust Scholar, Tillet Trust Scholar e Singers Academy Scholar presso l'RCM.
- BBC Radio 3 New Generation Artist 2002-2004
- Grammy Award per la Migliore Registrazione d'Opera solista per Britten: Billy Budd ai Grammy Awards 2010